# Abronamoué
Abronamoué este o comună din departamentul Abengourou, regiunea Moyen-Comoé, Coasta de Fildeș.